# Liste der Naturschutzgebiete im Landkreis Wolfenbüttel
Im Landkreis Wolfenbüttel gibt es zehn Naturschutzgebiete (Stand März 2020).
| Name des Gebietes                                               | Bild           | Kennung | WDPA   | Landkreis / Stadt                                                                | Beschreibung / Bemerkungen | Standort | Fläche in Hektar | Jahr der Verordnung |
| --------------------------------------------------------------- | -------------- | ------- | ------ | -------------------------------------------------------------------------------- | -------------------------- | -------- | ---------------- | ------------------- |
| Herzogsberge                                                    | weitere Bilder | BR 150  |        | Landkreis Wolfenbüttel                                                           |                            | Position | 266              | 2019                |
| Kalksteinbruch und Halbtrockenrasen am Eich-Berg bei Hemkenrode | weitere Bilder | BR 050  | 82027  | Landkreis Wolfenbüttel                                                           |                            | Position | 9,18             | 1982                |
| Klotzberg                                                       | weitere Bilder | BR 012  | 164155 | Landkreis Wolfenbüttel                                                           |                            | Position | 4,95             | 1977                |
| Mittleres Innerstetal mit Kanstein                              | weitere Bilder | BR 131  | 389624 | Landkreis Goslar, Stadt Salzgitter, Landkreis Wolfenbüttel, Landkreis Hildesheim |                            | Position | 555,78           | 2008                |
| Okertal                                                         | weitere Bilder | BR 043  | 82281  | Landkreis Goslar, Landkreis Wolfenbüttel                                         |                            | Position | 233,59           | 1982                |
| Reitlingstal                                                    | weitere Bilder | BR 094  | 165134 | Landkreis Wolfenbüttel                                                           |                            | Position | 12,17            | 1989                |
| Remlinger Heerse                                                |                | BR 155  |        | Landkreis Wolfenbüttel                                                           |                            | Position | 12,5             | 2020                |
| Salzwiese Barnstorf                                             | weitere Bilder | BR 010  | 82477  | Landkreis Wolfenbüttel                                                           |                            | Position | 3,39             | 2012                |
| Steinbruch Baddeckenstedt                                       | weitere Bilder | BR 142  | 389978 | Landkreis Wolfenbüttel                                                           |                            | Position | 6,32             | 2009                |
| Weddeler Teich                                                  | weitere Bilder | BR 041  | 82872  | Landkreis Wolfenbüttel                                                           |                            | Position | 20,28            | 1981                |